# Bob-Weltcup 2014/15
Der Bob-Weltcup 2014/15 begann am 8. Dezember 2014 in Lake Placid und endete am 15. Februar 2015 in Sotschi. Der Weltcup umfasste acht Stationen in Europa und Nordamerika und wurde parallel zum Skeleton-Weltcup 2014/15 ausgetragen. Veranstaltet wurde die Rennserie von der Fédération Internationale de Bobsleigh et de Tobogganing (FIBT). Die Höhepunkte der Saison waren die Europameisterschaften vom 26. Januar bis zum 5. Februar 2015 in La Plagne, die parallel zum Weltcup ausgetragen wurden, und die Weltmeisterschaften 2015, die vom 23. Februar bis zum 8. März 2015 in Winterberg stattfinden sollen.
Als Unterbau zum Weltcup fungierten der Europacup und der Nordamerikacup. Die Ergebnisse aller Rennserien flossen in das FIBT Bob-Ranking 2014/15 ein.

## Weltcupkalender
| #  | Datum                        | Land               | Ort            | Wettkampfstätte                         | 2er F | 2er M | 4er |
| -- | ---------------------------- | ------------------ | -------------- | --------------------------------------- | ----- | ----- | --- |
| 1  | 12.–13. Dezember 2014        | Vereinigte Staaten | Lake Placid    | Olympia-Bobbahn Mount Van Hoevenberg    | ●     | ●     | ●   |
| 2  | 20.–21. Dezember 2014        | Kanada             | Calgary        | Calgary’s WinSport Bobsleigh/Luge Track | ●     | ●     | ●   |
| 3  | 9.–11. Januar 2015           | Deutschland        | Altenberg      | Rennschlitten- und Bobbahn Altenberg    | ●     | ●     | ●   |
| 4  | 16.–18. Januar 2015          | Deutschland        | Königssee      | Kunsteisbahn Königssee                  | ●     | ●     | ●   |
| 5  | 24.–25. Januar 2015          | Schweiz            | St. Moritz     | Olympia Bob Run St. Moritz–Celerina     | ●     | ●     | ●   |
| 6  | 30. Januar – 1. Februar 2015 | Frankreich         | La Plagne 1    | Piste de La Plagne                      | ●     | ●     | ●   |
| 7  | 6.–8. Februar 2015           | Österreich         | Innsbruck-Igls | Olympia Eiskanal Innsbruck-Igls         | ●     | ●     | ●   |
| 8  | 14.–15. Februar 2015         | Russland           | Sotschi        | Sliding Center Sanki                    | ●     | ●     | ●   |
| WM | 23. Februar – 5. März 2015   | Deutschland        | Winterberg     | Bobbahn Winterberg Hochsauerland        | ●     | ●     | ●   |

## Einzelergebnisse der Weltcupsaison 2014/15
| 1. Weltcup in Lake Placid, 12. Dezember 2014–13. Dezember 2014 | 1. Weltcup in Lake Placid, 12. Dezember 2014–13. Dezember 2014  | 1. Weltcup in Lake Placid, 12. Dezember 2014–13. Dezember 2014           | 1. Weltcup in Lake Placid, 12. Dezember 2014–13. Dezember 2014      | 1. Weltcup in Lake Placid, 12. Dezember 2014–13. Dezember 2014 |
| -------------------------------------------------------------- | --------------------------------------------------------------- | ------------------------------------------------------------------------ | ------------------------------------------------------------------- | -------------------------------------------------------------- |
| Disziplin                                                      | Erster Platz                                                    | Zweiter Platz                                                            | Dritter Platz                                                       |                                                                |
| Zweierbob Damen                                                | Elana Meyers Taylor Cherrelle Garrett                           | Jazmine Fenlator Natalie Deratt                                          | Jamie Greubel Poser Lauren Gibbs                                    |                                                                |
| Zweierbob Herren                                               | Francesco Friedrich Thorsten Margis                             | Oskars Melbārdis Daumants Dreiškens                                      | Nick Cunningham Casey Wickline                                      |                                                                |
| Viererbob Herren                                               | DeutschlandMaximilian Arndt Kevin Korona Joshua Bluhm Ben Heber | LettlandOskars Melbārdis Daumants Dreiškens Arvis Vilkaste Jānis Strenga | KanadaJustin Kripps Timothy Randall Bryan Barnett Benjamin Coakwell |                                                                |

| 2. Weltcup in Calgary, 20. Dezember 2014–21. Dezember 2014 | 2. Weltcup in Calgary, 20. Dezember 2014–21. Dezember 2014               | 2. Weltcup in Calgary, 20. Dezember 2014–21. Dezember 2014                | 2. Weltcup in Calgary, 20. Dezember 2014–21. Dezember 2014      | 2. Weltcup in Calgary, 20. Dezember 2014–21. Dezember 2014 |
| ---------------------------------------------------------- | ------------------------------------------------------------------------ | ------------------------------------------------------------------------- | --------------------------------------------------------------- | ---------------------------------------------------------- |
| Disziplin                                                  | Erster Platz                                                             | Zweiter Platz                                                             | Dritter Platz                                                   |                                                            |
| Zweierbob Damen                                            | Elana Meyers Taylor Cherrelle Garrett                                    | Anja Schneiderheinze Franziska Bertels                                    | Kaillie Humphries Kate O’Brien                                  |                                                            |
| Zweierbob Herren                                           | Oskars Melbārdis Daumants Dreiškens                                      | Francesco Friedrich Martin Grothkopp                                      | Beat Hefti Alex Baumann                                         |                                                            |
| Viererbob Herren                                           | LettlandOskars Melbārdis Daumants Dreiškens Arvis Vilkaste Jānis Strenga | DeutschlandFrancesco Friedrich Jan Speer Martin Grothkopp Thorsten Margis | DeutschlandMaximilian Arndt Kevin Korona Joshua Bluhm Ben Heber |                                                            |

| 3. Weltcup in Altenberg, 9. Januar 2015–11. Januar 2015 | 3. Weltcup in Altenberg, 9. Januar 2015–11. Januar 2015                  | 3. Weltcup in Altenberg, 9. Januar 2015–11. Januar 2015                  | 3. Weltcup in Altenberg, 9. Januar 2015–11. Januar 2015           | 3. Weltcup in Altenberg, 9. Januar 2015–11. Januar 2015 |
| ------------------------------------------------------- | ------------------------------------------------------------------------ | ------------------------------------------------------------------------ | ----------------------------------------------------------------- | ------------------------------------------------------- |
| Disziplin                                               | Erster Platz                                                             | Zweiter Platz                                                            | Dritter Platz                                                     |                                                         |
| Zweierbob Damen                                         | Elana Meyers Taylor Cherrelle Garrett                                    | Elfje Willemsen Annelies Holthof                                         | Kaillie Humphries Melissa Lotholz                                 |                                                         |
| Zweierbob Herren                                        | Beat Hefti Alex Baumann                                                  | Oskars Melbārdis Daumants Dreiškens                                      | Nico Walther Joshua Bluhm                                         |                                                         |
| Viererbob Herren                                        | DeutschlandNico Walther Andreas Bredau Marko Hübenbecker Christian Poser | LettlandOskars Melbārdis Daumants Dreiškens Arvis Vilkaste Jānis Strenga | SchweizRico Peter Bror van der Zijde Thomas Amrhein Simon Friedli |                                                         |

| 4. Weltcup in Königssee, 16. Januar 2015–18. Januar 2015 | 4. Weltcup in Königssee, 16. Januar 2015–18. Januar 2015             | 4. Weltcup in Königssee, 16. Januar 2015–18. Januar 2015                 | 4. Weltcup in Königssee, 16. Januar 2015–18. Januar 2015                 | 4. Weltcup in Königssee, 16. Januar 2015–18. Januar 2015 |
| -------------------------------------------------------- | -------------------------------------------------------------------- | ------------------------------------------------------------------------ | ------------------------------------------------------------------------ | -------------------------------------------------------- |
| Disziplin                                                | Erster Platz                                                         | Zweiter Platz                                                            | Dritter Platz                                                            |                                                          |
| Zweierbob Damen                                          | Cathleen Martini Lisa Marie Buckwitz                                 | Elfje Willemsen Annelies Holthof                                         | Anja Schneiderheinze Annika Drazek                                       |                                                          |
| Zweierbob Herren                                         | Beat Hefti Alex Baumann                                              | Nico Walther Marko Hübenbecker                                           | Justin Kripps Bryan Barnett                                              |                                                          |
| Viererbob Herren                                         | DeutschlandMaximilian Arndt Kevin Korona Alexander Rödiger Ben Heber | DeutschlandNico Walther Andreas Bredau Marko Hübenbecker Christian Poser | LettlandOskars Melbārdis Daumants Dreiškens Arvis Vilkaste Jānis Strenga |                                                          |

| 5. Weltcup in St. Moritz, 24. Januar 2015–25. Januar 2015 | 5. Weltcup in St. Moritz, 24. Januar 2015–25. Januar 2015                | 5. Weltcup in St. Moritz, 24. Januar 2015–25. Januar 2015                       | 5. Weltcup in St. Moritz, 24. Januar 2015–25. Januar 2015            | 5. Weltcup in St. Moritz, 24. Januar 2015–25. Januar 2015 |
| --------------------------------------------------------- | ------------------------------------------------------------------------ | ------------------------------------------------------------------------------- | -------------------------------------------------------------------- | --------------------------------------------------------- |
| Disziplin                                                 | Erster Platz                                                             | Zweiter Platz                                                                   | Dritter Platz                                                        |                                                           |
| Zweierbob Damen                                           | Anja Schneiderheinze Annika Drazek                                       | Cathleen Martini Franziska Bertels                                              | Jamie Greubel Poser Cherrelle Garrett                                |                                                           |
| Zweierbob Herren                                          | Oskars Melbārdis Daumants Dreiškens                                      | Beat Hefti Alex Baumann Uģis Žaļims Intars Dambis                               | –                                                                    |                                                           |
| Viererbob Herren                                          | LettlandOskars Melbārdis Daumants Dreiškens Arvis Vilkaste Jānis Strenga | DeutschlandFrancesco Friedrich Gregor Bermbach Martin Grothkopp Thorsten Margis | DeutschlandMaximilian Arndt Jan Speer Alexander Rödiger Martin Putze |                                                           |

| 6. Weltcup und Europameisterschaft in La Plagne, 30. Januar 2015–1. Februar 2015 | 6. Weltcup und Europameisterschaft in La Plagne, 30. Januar 2015–1. Februar 2015 | 6. Weltcup und Europameisterschaft in La Plagne, 30. Januar 2015–1. Februar 2015 | 6. Weltcup und Europameisterschaft in La Plagne, 30. Januar 2015–1. Februar 2015 | 6. Weltcup und Europameisterschaft in La Plagne, 30. Januar 2015–1. Februar 2015 |
| -------------------------------------------------------------------------------- | -------------------------------------------------------------------------------- | -------------------------------------------------------------------------------- | -------------------------------------------------------------------------------- | -------------------------------------------------------------------------------- |
| Disziplin                                                                        | Erster Platz                                                                     | Zweiter Platz                                                                    | Dritter Platz                                                                    |                                                                                  |
| Zweierbob Damen                                                                  | Elana Meyers Taylor Cherrelle Garrett                                            | Jamie Greubel Poser Lauryn Williams                                              | Kaillie Humphries Melissa Lotholz                                                |                                                                                  |
| Zweierbob Herren                                                                 | Francesco Friedrich Martin Grothkopp                                             | Oskars Melbārdis Daumants Dreiškens                                              | Rico Peter Bror van der Zijde                                                    |                                                                                  |
| Viererbob Herren                                                                 | LettlandOskars Melbārdis Daumants Dreiškens Arvis Vilkaste Jānis Strenga         | DeutschlandFrancesco Friedrich Candy Bauer Martin Grothkopp Thorsten Margis      | DeutschlandNico Walther Andreas Bredau Marko Hübenbecker Christian Poser         |                                                                                  |

| 7. Weltcup in Igls, 6. Februar 2015–8. Februar 2015 | 7. Weltcup in Igls, 6. Februar 2015–8. Februar 2015                      | 7. Weltcup in Igls, 6. Februar 2015–8. Februar 2015                         | 7. Weltcup in Igls, 6. Februar 2015–8. Februar 2015                      | 7. Weltcup in Igls, 6. Februar 2015–8. Februar 2015 |
| --------------------------------------------------- | ------------------------------------------------------------------------ | --------------------------------------------------------------------------- | ------------------------------------------------------------------------ | --------------------------------------------------- |
| Disziplin                                           | Erster Platz                                                             | Zweiter Platz                                                               | Dritter Platz                                                            |                                                     |
| Zweierbob Damen                                     | Elana Meyers Taylor Lauryn Williams                                      | Anja Schneiderheinze Annika Drazek                                          | Jamie Greubel Poser Cherrelle Garrett                                    |                                                     |
| Zweierbob Herren                                    | Francesco Friedrich Thorsten Margis                                      | Oskars Melbārdis Daumants Dreiškens                                         | Beat Hefti Alex Baumann                                                  |                                                     |
| Viererbob Herren                                    | LettlandOskars Melbārdis Daumants Dreiškens Arvis Vilkaste Jānis Strenga | DeutschlandFrancesco Friedrich Candy Bauer Martin Grothkopp Thorsten Margis | DeutschlandNico Walther Marko Hübenbecker Andreas Bredau Christian Poser |                                                     |

| 8. Weltcup in Sotschi, 14. Februar 2015–15. Februar 2015 | 8. Weltcup in Sotschi, 14. Februar 2015–15. Februar 2015                 | 8. Weltcup in Sotschi, 14. Februar 2015–15. Februar 2015             | 8. Weltcup in Sotschi, 14. Februar 2015–15. Februar 2015            | 8. Weltcup in Sotschi, 14. Februar 2015–15. Februar 2015 |
| -------------------------------------------------------- | ------------------------------------------------------------------------ | -------------------------------------------------------------------- | ------------------------------------------------------------------- | -------------------------------------------------------- |
| Disziplin                                                | Erster Platz                                                             | Zweiter Platz                                                        | Dritter Platz                                                       |                                                          |
| Zweierbob Damen                                          | Elana Meyers Taylor Cherrelle Garrett                                    | Kaillie Humphries Melissa Lotholz                                    | Jamie Greubel Poser Lauren Gibbs                                    |                                                          |
| Zweierbob Herren                                         | Rico Peter Simon Friedli                                                 | Oskars Melbārdis Daumants Dreiškens                                  | Beat Hefti Alex Baumann                                             |                                                          |
| Viererbob Herren                                         | LettlandOskars Melbārdis Daumants Dreiškens Arvis Vilkaste Jānis Strenga | DeutschlandMaximilian Arndt Alexander Rödiger Ben Heber Martin Putze | KanadaJustin Kripps Timothy Randall Bryan Barnett Benjamin Coakwell |                                                          |

## Gesamtstand und erreichte Platzierungen im Zweierbob der Frauen
Endstand nach 8 Rennen
| Rang | Pilot                  | Land                   | LAK | CAL | ALT | KÖN | STM | LAP | IGL | SOT | Punkte |
| ---- | ---------------------- | ---------------------- | --- | --- | --- | --- | --- | --- | --- | --- | ------ |
| 01.  | Elana Meyers Taylor    | Vereinigte Staaten     | 1   | 1   | 1   | 6   | 4   | 1   | 1   | 1   | 1718   |
| 02.  | Kaillie Humphries      | Kanada                 | 5   | 3   | 3   | 5   | 7   | 3   | 6   | 2   | 1522   |
| 03.  | Jazmine Fenlator       | Vereinigte Staaten     | 2   | 4   | 9   | 4   | 8   | 4   | 4   | 5   | 1474   |
| 04.  | Elfje Willemsen        | Belgien                | 6   | 6   | 2   | 2   | 5   | 8   | 9   | 4   | 1460   |
| 05.  | Anja Schneiderheinze   | Deutschland            | 4   | 2   | 7   | 3   | 1   | 5   | 2   | –   | 1389   |
| 06.  | Jamie Greubel Poser    | Vereinigte Staaten     | 3   | 4   | 5   | DNF | 3   | 2   | 3   | 3   | 1386   |
| 07.  | Stefanie Szczurek      | Deutschland            | 7   | 7   | 6   | 8   | 10  | 7   | 7   | 9   | 1304   |
| 08.  | Cathleen Martini       | Deutschland            | –   | –   | 4   | 1   | 2   | 6   | 5   | 7   | 1155   |
| 09.  | Nadeschda Sergejewa    | Russland               | 10  | 10  | 13  | 12  | 13  | 11  | 13  | 8   | 1072   |
| 10.  | Mica McNeill           | Vereinigtes Königreich | 9   | 9   | 12  | 11  | 12  | –   | 10  | –   | 840    |
| 11.  | Victoria Olaoye        | Vereinigtes Königreich | 8   | 8   | –   | 10  | 15  | 14  | 11  | –   | 816    |
| 12.  | Christina Hengster     | Österreich             | –   | –   | 10  | 7   | 9   | 9   | 8   | –   | 776    |
| 13.  | Alexandra Rodionowa    | Russland               | –   | –   | –   | –   | 11  | 10  | 12  | 6   | 584    |
| 14.  | An Vannieuwenhuyse     | Belgien                | –   | –   | 11  | 13  | –   | 13  | 16  | –   | 472    |
| 15.  | Marije van Huigenbosch | Niederlande            | –   | –   | –   | 9   | 14  | 15  | –   | –   | 368    |
| 16.  | Maria Adela Constantin | Rumänien               | –   | –   | 8   | –   | 16  | –   | 14  | –   | 368    |
| 17.  | Edith Burkard          | Schweiz                | –   | –   | –   | –   | 6   | 12  | –   | –   | 304    |
| 18.  | Martina Fontanive      | Schweiz                | –   | –   | –   | –   | 17  | –   | 15  | –   | 192    |
| 19.  | Alysia Rissling        | Kanada                 | –   | 11  | –   | –   | –   | –   | –   | –   | 136    |
| 20.  | Fabiana Santos         | Brasilien              | 11  | –   | –   | –   | –   | –   | –   | –   | 136    |
| 21.  | Nikki McSweeney        | Vereinigtes Königreich | –   | –   | –   | –   | –   | 16  | –   | –   | 96     |

## Gesamtstand und erreichte Platzierungen im Zweierbob der Männer
Endstand nach 8 Rennen 
| Rang    | Pilot                   | Land                   | LAK      | CAL     | ALT     | KÖN      | STM      | LAP     | IGL     | SOT     | Punkte | Punkte (alt) |
| ------- | ----------------------- | ---------------------- | -------- | ------- | ------- | -------- | -------- | ------- | ------- | ------- | ------ | ------------ |
| 01      | Oskars Melbārdis        | Lettland               | 2        | 1       | 2       | 5        | 1        | 2       | 2       | 2       | 1684   | 1684         |
| 02      | Beat Hefti              | Schweiz                | 4        | 3       | 1       | 1        | 2        | 5       | 3       | 3       | 1644   | 1636         |
| 03      | Rico Peter              | Schweiz                | 5        | 6       | 4       | 9        | 7        | 3       | 9       | 1       | 1465   | 1449         |
| 04      | Francesco Friedrich     | Deutschland            | 1        | 2       | 5       | 7        | 4        | 1       | 1       | –       | 1429   | 1429         |
| 05      | Nico Walther            | Deutschland            | 11       | 7       | 3       | 2        | 8        | 7       | 4       | 10      | 1410   | 1378         |
| 06      | Steven Holcomb          | Vereinigte Staaten     | 6        | 8       | 13      | 10       | 6        | 8       | 6       | 5       | 1320   | 1296         |
| 07      | Justin Kripps           | Kanada                 | 7        | 9       | 9       | 3        | 18       | 10      | 8       | 4       | 1288   | 1248         |
| 08      | Nick Cunningham         | Vereinigte Staaten     | 3        | 13      | 15      | 13       | 20       | 11      | 13      | 9       | 1066   | 1020         |
| 09      | Codie Bascue            | Vereinigte Staaten     | 13       | 11      | 7       | 15       | 13       | 16      | 16      | 11      | 1032   | 976          |
| 10      | Won Yun-jong            | Südkorea               | 8        | 5       | –       | 8        | 14       | 6       | 10      | –       | 960    | 936          |
| 11      | Oskars Ķibermanis       | Lettland               | 12       | 14      | 8       | 11       | 11       | 13      | 12      | –       | 960    | 920          |
| 12      | Alexei Stulnew          | Russland               | 18       | 15      | 14      | 6        | 9        | –       | 15      | 6       | 936    | 904          |
| 13      | Chris Spring            | Kanada                 | 14       | 12      | 16      | 12       | 16       | 17      | 14      | 14      | 928    | 872          |
| 14      | Johannes Lochner        | Deutschland            | –        | –       | –       | –        | 5        | 9       | 5       | 8       | 696    | 680          |
| 15      | Maxim Andrianow         | Russland               | –        | –       | 10      | 22       | –        | 18      | 17      | 13      | 526    | 488          |
| 16      | Nikita Sacharow         | Russland               | 15       | 17      | –       | –        | 10       | 15      | –       | –       | 464    | 440          |
| 17      | Maximilian Arndt        | Deutschland            | 8        | 10      | –       | –        | –        | –       | –       | 12      | 448    | 432          |
| 18      | Kim Dong-hyun           | Südkorea               | 17       | 16      | –       | –        | 19       | 24      | 23      | –       | 386    | 353          |
| 19      | Uģis Žaļims             | Lettland               | –        | –       | –       | –        | 2        | –       | 11      | –       | 354    | 346          |
| 20      | Simone Bertazzo         | Italien                | –        | –       | 10      | –        | 12       | –       | 18      | –       | 352    | 338          |
| 21      | Albrecht Klammer        | Deutschland            | –        | –       | 10      | 4        | −        | –       | –       | –       | 336    | 328          |
| 22      | Nick Polomiato          | Kanada                 | –        | 17      | –       | –        | –        | 25      | 19      | 15      | 306    | 280          |
| 23      | Lamin Deen              | Vereinigtes Königreich | 15       | 19      | –       | 17       | 25       | –       | –       | –       | 306    | 280          |
| 24      | Benjamin Maier          | Österreich             | –        | –       | 19      | 20       | 22       | 21      | 28      | –       | 288    | 260          |
| 25      | Jan Vrba                | Tschechien             | –        | –       | 17      | –        | 23       | 19      | 20      | –       | 280    | 255          |
| 26      | Lukas Gschnitzer        | Italien                | –        | –       | 20      | 15       | 21       | 24      | –       | –       | 279    | 254          |
| 27      | Dorin Alexandru Grigore | Rumänien               | –        | –       | 21      | 18       | 20       | 26      | 27      | –       | 278    | 252          |
| 28      | Jurriaan Wesselink      | Niederlande            | –        | –       | –       | 16       | 16       | 22      | –       | –       | 248    | 226          |
| 29      | Vuk Randenovic          | Serbien                | –        | –       | –       | –        | 23       | 27      | 25      | 14      | 234    | 213          |
| 30      | Loic Costerg            | Frankreich             | –        | –       | 16      | –        | –        | 11      | –       | –       | 232    | 216          |
| 31      | Bruce Tasker            | Vereinigtes Königreich | –        | –       | –       | –        | –        | 13      | 17      | –       | 208    | 192          |
| 32      | Mateusz Luty            | Polen                  | –        | –       | 18      | –        | 0        | 20      | 26      | –       | 184    | 168          |
| 33      | Olly Biddulph           | Vereinigtes Königreich | –        | –       | 23      | 24       | 26       | –       | –       | –       | 131    | 117          |
| 34      | Brad Hall               | Vereinigtes Königreich | –        | –       | –       | –        | –        | –       | 18      | 23      | 130    | 119          |
| 35      | Markus Sammer           | Österreich             | –        | –       | –       | –        | 19       | 0       | –       | 24      | 119    | 108          |
| 36      | Heath Spence            | Australien             | –        | 18      | –       | –        | –        | –       | –       | –       | 80     | 74           |
| 37      | Edson Luqes Bindilatti  | Brasilien              | 18       | –       | –       | –        | –        | –       | –       | –       | 80     | 74           |
| 38      | Drazen Silic            | Kroatien               | –        | –       | –       | –        | 22       | –       | –       | 29      | 80     | 70           |
| 39      | Simone Fontana          | Italien                | –        | –       | –       | –        | –        | –       | –       | 21      | 62     | 56           |
| 40      | Markus Treichl          | Österreich             | –        | –       | 22      | –        | –        | –       | –       | –       | 56     | 50           |
| 41      | Patrick Baumgartner     | Italien                | –        | –       | –       | 23       | –        | –       | –       | –       | 50     | 45           |
| DSQ (7) | Alexander Kasjanow      | Russland               | DSQ (10) | DSQ (4) | DSQ (6) | DSQ (14) | DSQ (15) | DSQ (4) | DSQ (7) | DSQ (7) | DSQ    | DSQ (1256)   |

## Gesamtstand und erreichte Platzierungen im Viererbob
Endstand nach 8 Rennen 
| Rang    | Pilot                   | Land                   | LAK      | CAL     | ALT      | KÖN      | STM      | LAP      | IGL     | SOT      | Punkte | Punkte (alt) |
| ------- | ----------------------- | ---------------------- | -------- | ------- | -------- | -------- | -------- | -------- | ------- | -------- | ------ | ------------ |
| 01      | Oskars Melbārdis        | Lettland               | 2        | 1       | 2        | 3        | 1        | 1        | 1       | 1        | 1745   | 1735         |
| 02      | Maximilian Arndt        | Deutschland            | 1        | 3       | DNS      | 1        | 3        | 4        | 5       | 2        | 1436   | 1410         |
| 03      | Nico Walther            | Deutschland            | DNS      | 5       | 1        | 2        | 4        | 3        | 3       | 5        | 1395   | 1379         |
| 04      | Rico Peter              | Schweiz                | 6        | 8       | 3        | 6        | 10       | 5'       | 4       | 14       | 1344   | 1288         |
| 05      | Francesco Friedrich     | Deutschland            | 13       | 2       | 5        | 4        | 2        | 2        | 2       | -        | 1336   | 1310         |
| 06      | Steven Holcomb          | Vereinigte Staaten     | 5        | 7       | 8        | 8        | 13       | 7        | 8       | 8        | 1280   | 1224         |
| 07      | Justin Kripps           | Kanada                 | 3        | 10      | 6        | 11       | 20       | 12       | 10      | 3        | 1196   | 1134         |
| 08      | Chris Spring            | Kanada                 | 9        | 9       | 9        | 13       | 15       | 11       | 12      | 9        | 1096   | 1032         |
| 09      | Nick Cunningham         | Vereinigte Staaten     | 4        | 11      | 15       | 12       | 14       | 18       | 14      | 6        | 1040   | 978          |
| 10      | Oskars Ķibermanis       | Lettland               | 9        | DNS     | 4        | 5        | 7        | 6        | 7       | –        | 1040   | 1016         |
| 11      | Nikita Sacharow         | Russland               | 7        | 4       | –        | –        | 6        | 10       | 8       | 4        | 1032   | 1000         |
| 12      | Alexei Stulnew          | Russland               | 12       | 13      | 12       | 9        | 12       | –        | 13      | 7        | 944    | 888          |
| 13      | Codie Bascue            | Vereinigte Staaten     | 8        | –       | 11       | 15       | 11       | 14       | 18      | –        | 728    | 682          |
| 14      | Lamin Deen              | Vereinigtes Königreich | 11       | 5       | –        | 10       | 22       | –        | 6       | –        | 696    | 666          |
| 15      | Benjamin Maier          | Österreich             | –        | –       | 14       | 7        | 8        | 8        | 16      | –        | 696    | 664          |
| 16      | Jan Vrba                | Tschechien             | –        | –       | 10       | –        | 9        | 9        | 11      | –        | 584    | 552          |
| 17      | Kaillie Humphries       | Kanada                 | –        | 14      | –        | 17       | 18       | 19       | 23      | 13       | 524    | 483          |
| 18      | Won Yun-jong            | Südkorea               | –        | 12      | –        | 19       | 15       | 17       | 20      | –        | 462    | 426          |
| 19      | Simone Bertazzo         | Italien                | –        | –       | 13       | –        | 5        | –        | 14      | –        | 416    | 400          |
| 20      | Maxim Andrianow         | Russland               | –        | –       | 7        | 14       | –        | 15       | –       | –        | 384    | 360          |
| 21      | Dorin Alexandru Grigore | Rumänien               | –        | –       | 16       | 16       | 24       | 20       | 22      | –        | 361    | 328          |
| 22      | Vuk Randenovic          | Serbien                | –        | –       | –        | –        | 19       | –        | 21      | 11       | 272    | 252          |
| 23      | Olly Biddulph           | Vereinigtes Königreich | –        | –       | –        | 20       | 21       | 16       | 25      | –        | 266    | 242          |
| 24      | Elana Meyers Taylor     | Vereinigte Staaten     | –        | 15      | –        | –        | –        | –        | –       | 12       | 288    | 216          |
| 25      | Loic Costerg            | Frankreich             | –        | –       | DSQ      | –        | –        | 13       | 19      | –        | 194    | 180          |
| 26      | Uģis Žaļims             | Lettland               | –        | –       | –        | –        | 17       | –        | 17      | –        | 176    | 160          |
| 27      | Jurriaan Wesselink      | Niederlande            | –        | –       | –        | 21       | 26       | 22       | –       | –        | 154    | 138          |
| 28      | Mateusz Luty            | Polen                  | –        | –       | –        | –        | 25       | 21       | 24      | –        | 147    | 132          |
| 29      | Johannes Lochner        | Deutschland            | –        | –       | –        | –        | –        | –        | –       | 10       | 144    | 136          |
| 30      | Lukas Gschnitzer        | Italien                | –        | –       | –        | 18       | –        | –        | –       | –        | 80     | 74           |
| 31      | Kim Dong-hyun           | Südkorea               | 0        | –       | –        | –        | 23       | –        | –       | –        | 50     | 45           |
| 32      | Beat Hefti              | Schweiz                | –        | –       | –        | –        | 27       | –        | –       | –        | 32     | 28           |
| 33      | Edson Luqes Bindilatti  | Brasilien              | 0        | –       | –        | –        | –        | –        | –       | –        | 0      | 0            |
| DSQ (2) | Alexander Kasjanow      | Russland               | DSQ 0(2) | DSQ (8) | DSQ 0(5) | DSQ 0(6) | DSQ 0(9) | DSQ 0(2) | DSQ (4) | DSQ 0(2) | DSQ    | DSQ (1494)   |

## Gesamtstand Kombination
Korrigierter Endstand nach 16 Rennen 
| Rang    | Pilot                   | 2er        | 4er        | Gesamtpunkte | Punkte(alt) |
| ------- | ----------------------- | ---------- | ---------- | ------------ | ----------- |
| 01      | Oskars Melbardis        | 1684       | 1745       | 3429         | 3419        |
| 02      | Rico Peter              | 1465       | 1344       | 2809         | 2737        |
| 03      | Nico Walther            | 1410       | 1395       | 2805         | 2757        |
| 04      | Francesco Friedrich     | 1429       | 1336       | 2765         | 2729        |
| 05      | Steven Holcomb          | 1320       | 1280       | 2600         | 2520        |
| 06      | Justin Kripps           | 1288       | 1196       | 2484         | 2382        |
| 07      | Nick Cunningham         | 1066       | 1040       | 2106         | 1998        |
| 08      | Oskars Ķibermanis       | 0960       | 1040       | 2000         | 1936        |
| 09      | Christopher Spring      | 0928       | 1096       | 2024         | 1904        |
| 10      | Deutschland             | 0448       | 1436       | 1884         | 1842        |
| 11      | Alexei Stulnew          | 0936       | 0944       | 1880         | 1792        |
| 12      | Beat Hefti              | 1644       | 0032       | 1676         | 1664        |
| 13      | Codie Bascue            | 1032       | 0728       | 1760         | 1658        |
| 14      | Nikita Sacharow         | 0464       | 1032       | 1496         | 1440        |
| 15      | Won Yun-jong            | 0960       | 0462       | 1422         | 1362        |
| 16      | Lamin Deen              | 0306       | 0696       | 1002         | 946         |
| 17      | Benjamin Maier          | 0288       | 0696       | 0984         | 0924        |
| 18      | Maxim Andrianov         | 0526       | 0384       | 0910         | 0848        |
| 19      | Johannes Lochner        | 0696       | 0144       | 0840         | 0816        |
| 20      | Jan Vrba                | 0280       | 0584       | 0864         | 0807        |
| 21      | Simone Bertazzo         | 0352       | 0416       | 0768         | 0738        |
| 22      | Dorin Alexandru Grigore | 0278       | 0361       | 0639         | 0580        |
| 23      | Ugis Zalims             | 0354       | 0176       | 0520         | 0506        |
| 24      | Vuk Radenovic           | 0234       | 0272       | 0506         | 0465        |
| 25      | Kim Dong-hyun           | 0386       | 0050       | 0436         | 0398        |
| 26      | Loic Costerg            | 0232       | 0194       | 0426         | 0396        |
| 27      | Jurriaan Wesselink      | 0248       | 0154       | 0402         | 0364        |
| 28      | Olly Biddulph           | 0131       | 0266       | 0397         | 0359        |
| 29      | Lukas Gschnitzer        | 0279       | 0080       | 0359         | 0328        |
| 30      | Mateusz Luty            | 0184       | 0147       | 0331         | 0300        |
| 31      | Edson Luques Bindilatti | 0080       | 0000       | 0080         | 0074        |
| DSQ (3) | Alexander Kasjanow      | DSQ (1494) | DSQ (1256) | DSQ          | DSQ (2750)  |